# VHF omnidirectional range station

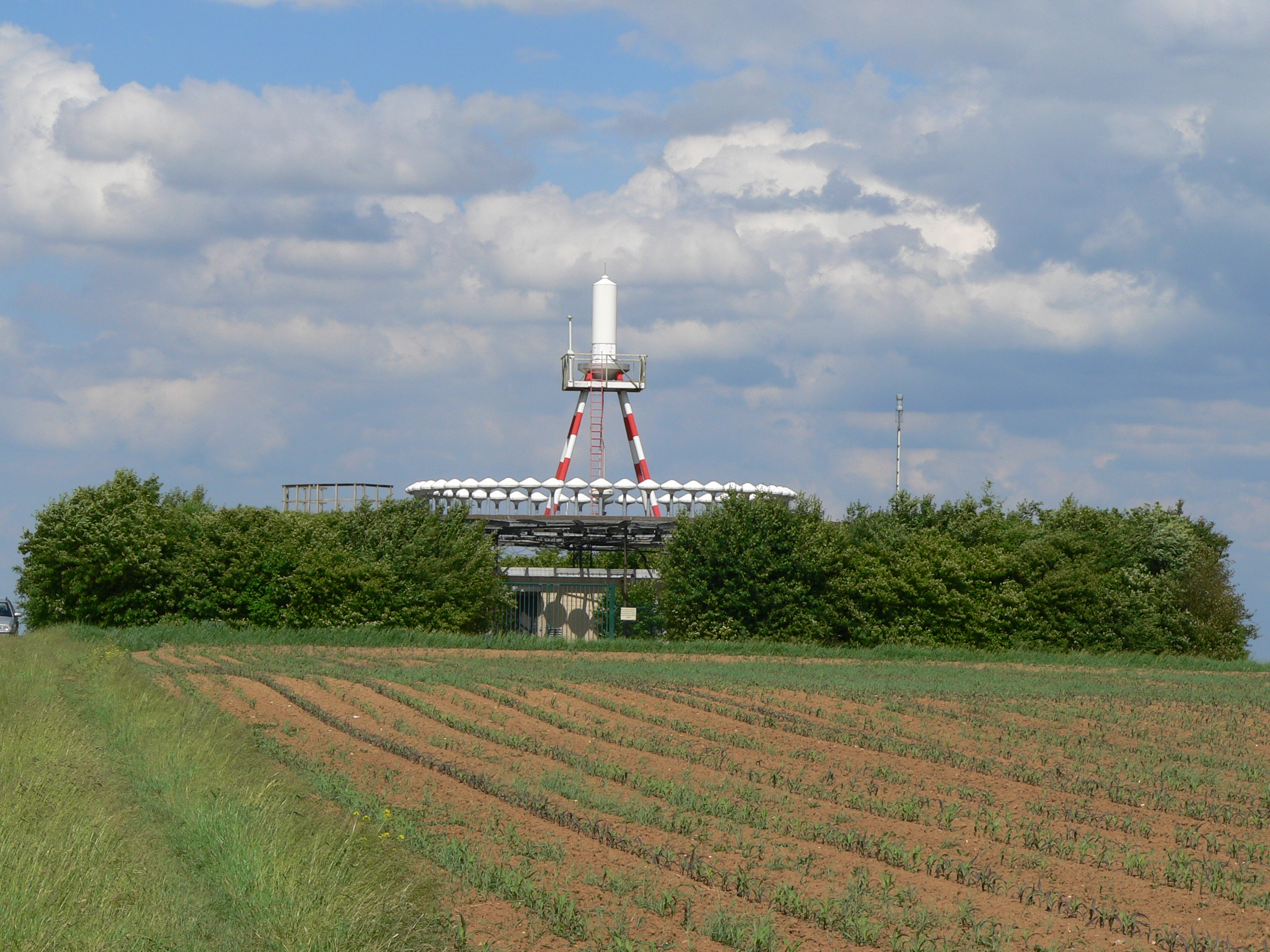
VORTAC "TGO" (Tango) Duitsland

Een Very high frequency omnidirectional range station (VOR) is een zendstation voor nauwkeurige radionavigatie, een hulpmiddel voor de luchtvaart.
Sinds 1960 is VOR de standaard voor korteafstandsnavigatie binnen ICAO. VOR-grondstations zenden op een frequentie in het VHF-bereik tussen 108,0 en 117,95 MHz rondom een signaal uit. Op een speciaal daarvoor bestemd instrument (HSI-indicator) in de cockpit van een vliegtuig kan voortdurend worden gezien op welke radiaal (1-360 graden) van het VOR-radiobaken het vliegtuig zich bevindt. De 360-radiaal duidt de richting aan van het magnetische noorden.
VOR-stations hebben meestal een zendvermogen van 50 tot 200 watt. De reikwijdte is afhankelijk van het toegepaste zendvermogen en de opstelling van het station. Heuvels en andere obstakels tussen het VOR-station en het vliegtuig kunnen het signaal afschermen en de nauwkeurigheid negatief beïnvloeden. In de praktijk komen reikwijdtes van 40 tot 200 zeemijlen (NM) voor.

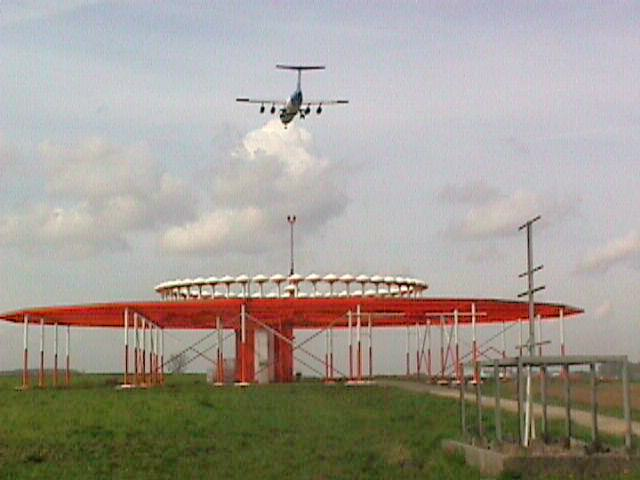
VOR-DME "BUB" (Brussel Brussels Airport)

De meeste VOR's zijn gecombineerd met distance measuring equipment (DME) en worden VOR-DME genoemd. Met DME kan de piloot aflezen wat de afstand – in zeemijl – tot het radiobaken is. 
Het systeem van luchtwegen is grotendeels gebaseerd op de positie van de VOR's. Naast luchtwegen worden VOR's ook gebruikt als hulpmiddel voor landingsprocedures en als holding fix in de lucht. 
Een VORTAC is een radionavigatiebaken waarbij VOR en TACAN op één locatie zijn geplaatst. Dit gebeurt soms op luchthavens met een gedeelde militaire en civiele functie. Een voorbeeld is de VORTAC Frankfurt (FFM), die bij de Luchthaven Frankfurt am Main staat. Op Eindhoven Airport staat alleen een TACAN.

## Geschiedenis
In de jaren 30 van de twintigste eeuw werden twee belangrijke vaststellingen gemaakt:
- Het gebruik van lage en middenfrequenties bracht bepaalde beperkingen met zich mee in verband met hun toepassing in radionavigatie.
- Vliegtuigen gingen steeds hoger vliegen waardoor line-of-sightverbindingen voor afstanden groter dan 100 NM konden gebruikt worden.

Gezien het feit dat men reeds vertrouwd was met VHF-verbindingen voor radiocommunicatie op korte en middellange afstand lag het voor de hand dat eenzelfde band zou worden gebruikt voor zowel communicatie als navigatie.
Na de Tweede Wereldoorlog werd de VHF Omni-directional Range (VOR) aangenomen als standaard door ICAO.

## Principe

"Radiolichtbaken"; het vliegtuig bevindt zich op radiaal 105 ten opzichte van het baken

De werking van een VOR-station is te vergelijken met een lichtbaken met twee lichten. Een van de lichten van het baken draait een kleine bundel licht rond met een bekende snelheid. Zodra de draaiende bundel in de richting van het noorden staat, dan geeft het tweede licht ook een puls. Dit tweede licht is in elke richting te zien.
Door (in het vliegtuig) de tijd tussen de twee pulsen te meten, is de hoek vanaf het lichtbaken te bepalen. Doordat de VOR-stations op bekende posities staan, is door middel van een driehoeksmeting de locatie te bepalen.
In de afbeeldingen zijn de antennes van het roterende baken duidelijk te herkennen als zijnde de vele antennes in een ronde opstelling. Op een VOR-baken worden de antennes na elkaar in- en uitgeschakeld om de gewenste rotatie te verkrijgen. De antennes roteren zelf (mechanisch) niet. Het stationaire baken is te herkennen als de centrale antenne in de kring.

## Beschrijving en gebruik
Een VOR zendt twee signalen uit: een met 30 Hz-amplitude gemoduleerd signaal met een modulatiediepte van 30% en een op ± 9960 Hz afstand van de draaggolf een subcarrier die 30 Hz frequentiegemoduleerd is.
Deze signalen heten de referentie en de variabele. De fase van het referentiesignaal is niet hoekafhankelijk en is op hetzelfde tijdstip, ten Noorden, Zuiden, Westen of Oosten van het baken gelijk. Het variabele signaal geeft een faseverschuiving die hoekafhankelijk is (van 0 tot 360 graden) ten opzichte van het referentiesignaal. Na ontvangst in het vliegtuig levert dit na demodulatie een faseverschil op dat afhankelijk is van de kompasrichting waar het vliegtuig zich bevindt ten opzichte van het baken. Hierdoor kan in het vliegtuig op een instrument de peiling ten opzichte van het geselecteerde baken zichtbaar worden gemaakt.
Er zijn twee soorten VOR's: S (standard) VOR en D (Doppler) VOR. De Doppler-VOR bestaat uit een metalen mat waarop 51 antennes zijn gemonteerd. Een daarvan staat in het midden en de andere 50 staan rondom het midden. Op de middelste antenne wordt het referentiesignaal (30 Hz AM-gemoduleerde draaggolf) uitgezonden. Op de antennes rondom het midden wordt de subcarrier aangesloten. Deze antennes worden circulair aangestuurd, alsof er twee antennes ronddraaien met een snelheid van 30 omwentelingen per seconde. Dit ronddraaiende veld levert een frequentiegemoduleerd signaal op door het dopplereffect. De antenne draait naar de ontvanger of van de ontvanger af, afhankelijk van de positie van de ontvanger t.o.v. de zender.
De S VOR heeft een andere opbouw. Deze bestaat uit een omnidirectioneel antennesysteem dat frequentiegemoduleerd is, waardoor er aan alle kanten een gelijke veldsterkte heerst. Verder bestaat het uit een antennesysteem met kruisdipolen. Deze kruisdipolen leveren door een speciale aansturing een 30 keer per seconde draaiend cardiode-patroon (het variabele signaal) hetgeen een amplitudegemoduleerd signaal oplevert. Het referentiesignaal is hier de frequentiegemoduleerde subcarrier.
De VOR functioneert in de frequentieband van 108 tot 117,95 MHz. Oorspronkelijk was de scheiding tussen de kanalen 100 kHz, maar met de toegenomen selectiviteit van de hedendaagse ontvangers is dit teruggebracht tot 50 kHz. Dat laat toe om over 160 kanalen te beschikken waarvan:
- 40 kanalen in de band 108-112 MHz delen met de localizer van de ILS. VOR-frequenties hebben even cijfers voor de tienden van de MHz, bijvoorbeeld: 108,05; 109,20; 111,65; enzovoort.
- 120 kanalen in de frequentieband 112-117,95 MHz, bijvoorbeeld: 112,00; 113,05; 116,10; enzovoort.

Het totaal aantal beschikbare kanalen is dus relatief beperkt. Daarom schrijft ICAO voor dat er een minimale afstand moet zijn tussen twee VOR-stations die op dezelfde frequentie werken, teneinde elke onduidelijkheid weg te werken. Om dezelfde reden worden in zones van intens luchtverkeer (cf. TMA's) zogenaamde TVOR's (= Terminal VOR) gebruikt, waarvan het zendvermogen bewust laag gehouden is. Dit is acceptabel, omdat hun gebruik voornamelijk lokaal is.

## Werking VOR-indicator

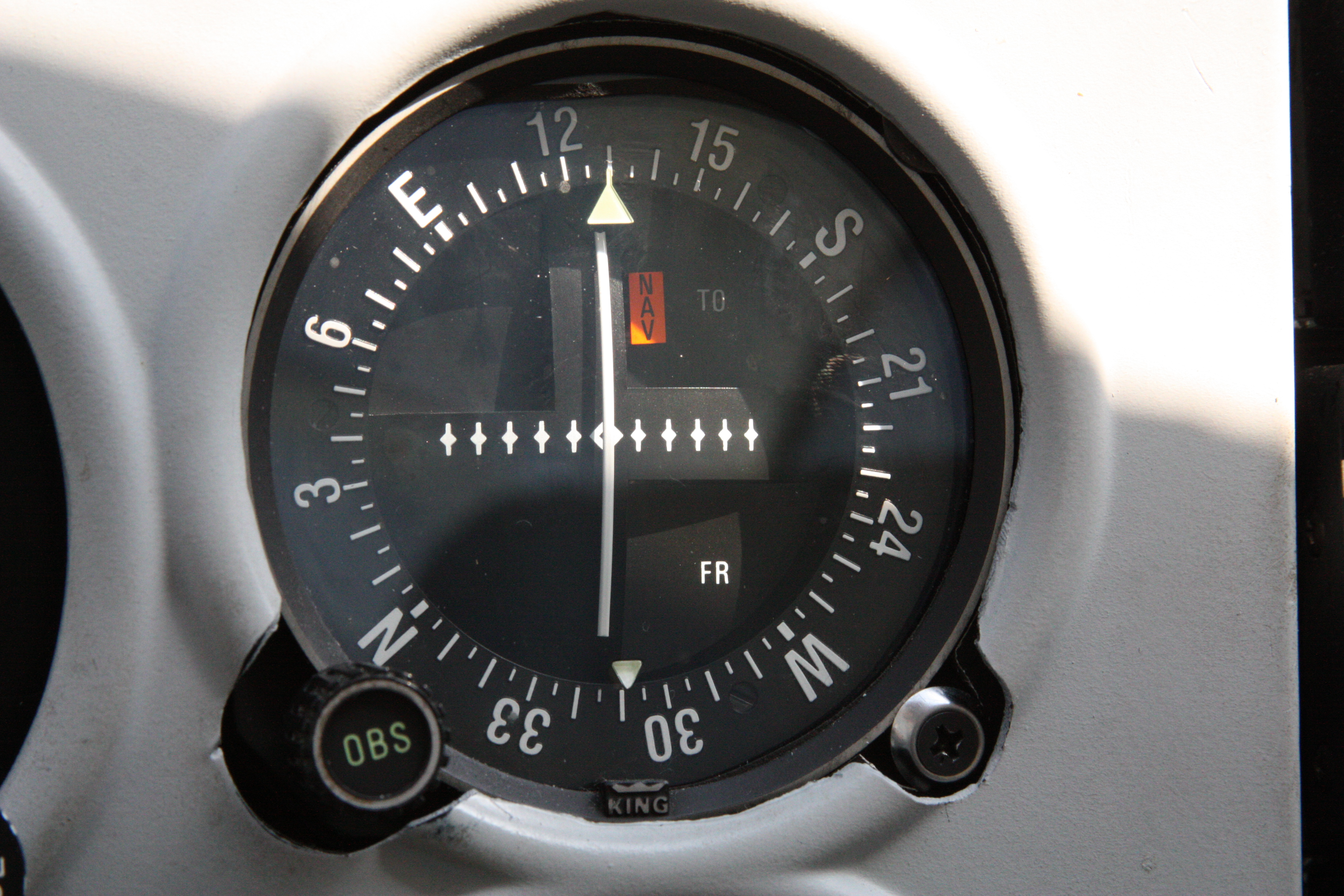
VOR-indicator

De VOR-indicator geeft de positie aan van het vliegtuig ten opzichte van de ingestelde radiaal. Met de knop "OBS" wordt de radiaal ingesteld (bij de pijl midden boven; in dit geval 130 graden). Het rondje in het midden van de indicator stelt het vliegtuig voor.
De naald van de indicator stelt de ingestelde radiaal voor. Een pijl of tekstvlag ("TO" resp. "FR") geeft aan of de pijl bovenaan naar het baken toe ("TO") wijst, of er vanaf ("FROM").
Wanneer het vliegtuig zich op de ingestelde radiaal bevindt, zal de naald in het midden staan. Bevindt het vliegtuig zich rechts van de radiaal (gezien in de door de pijl bovenin aangegeven richting), dan beweegt de wijzer naar links en omgekeerd.

## Werking HSI indicator

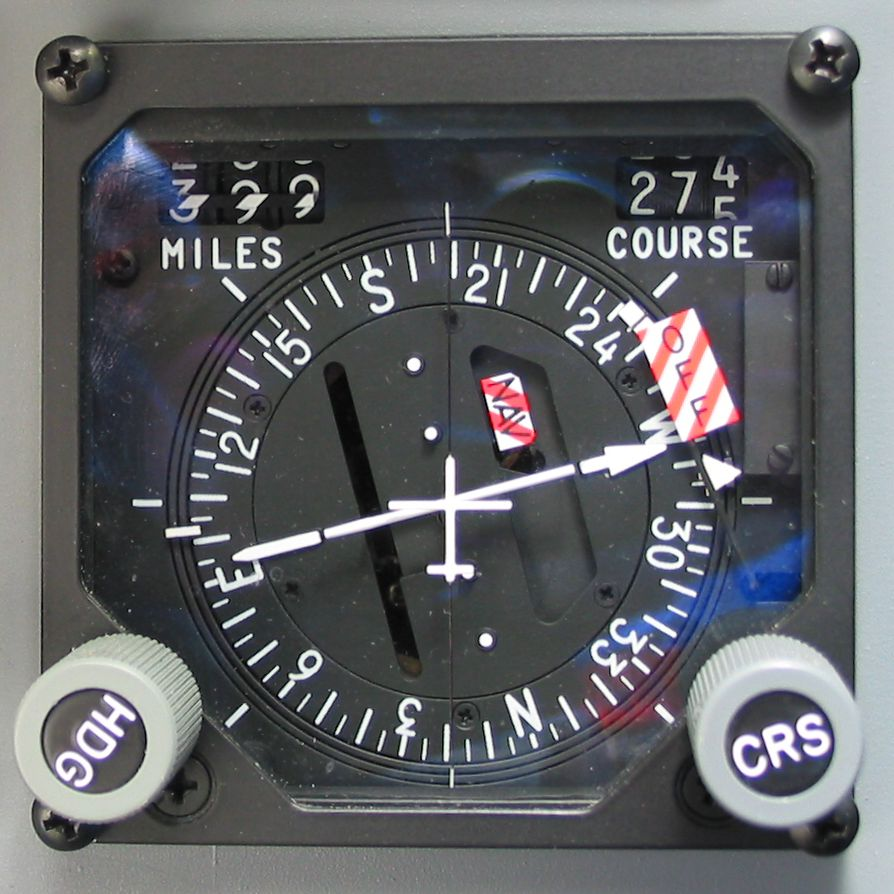
Mechanische HSI

De Horizontal Situation Instrument (HSI) geeft, zoals de naam al zegt, een horizontale weergave (god's eye view) van het vliegtuig ten opzichte van de (op de HSI) ingestelde koers. 
Uitleg bij de afbeelding van de HSI (rechts):
Op de HSI kan – met de CRS-knop (course-knop) rechtsonder – de gewenste koers naar het baken ingesteld worden (hier 275°). De wijzer met pijl kan gezien worden als de gewenste peiling naar/van het baken (radiaal in/outbound) waarop men wenst te vliegen; het vliegtuigsymbool in het midden geeft de positie van het vliegtuig ten opzichte van de radiaal weer (hier vliegt het vliegtuig precies OP de radiaal, maar met een koers van 198°). 
Naast de "track deviation bar" staan nog twee puntjes links en rechts. Ieder puntje komt overeen met een afwijking van de radiaal van een vast aantal graden. Indien het vliegtuig zich niet OP de radiaal bevindt zal de witte "track deviation bar" zich links of rechts van het vliegtuig bevinden. 
Rechts is normaliter een TO/FROM-indicator zichtbaar. Omdat het baken op dit moment onbetrouwbaar is/niet ontvangen wordt, is een "off"-vlag en een "nav"-vlag zichtbaar. (Dat is ook de reden dat de To/From-indicator nu niet zichtbaar is.)
Indien er "FROM" zichtbaar is, betekent dat dat het vliegtuig – op de ingestelde radiaal – van het baken weg vliegt. Indien een "TO" zichtbaar is zal het vliegtuig – indien het de ingestelde radiaal volgt – naar het baken toe vliegen.
Linksboven op de HSI wordt de met DME gemeten afstand naar het baken weergegeven, "399" nautische mijlen in de afbeelding. Er staat echter een "vlag" doorheen ten teken dat de informatie onbetrouwbaar is, het baken wordt niet ontvangen.
Opmerking: de radiaal/positie die de HSI-indicator aangeeft, is uitsluitend afhankelijk van de positie van het toestel ten opzichte van het baken en niet van de koers (heading) van het toestel.

## VOR-DME-stations in Nederland

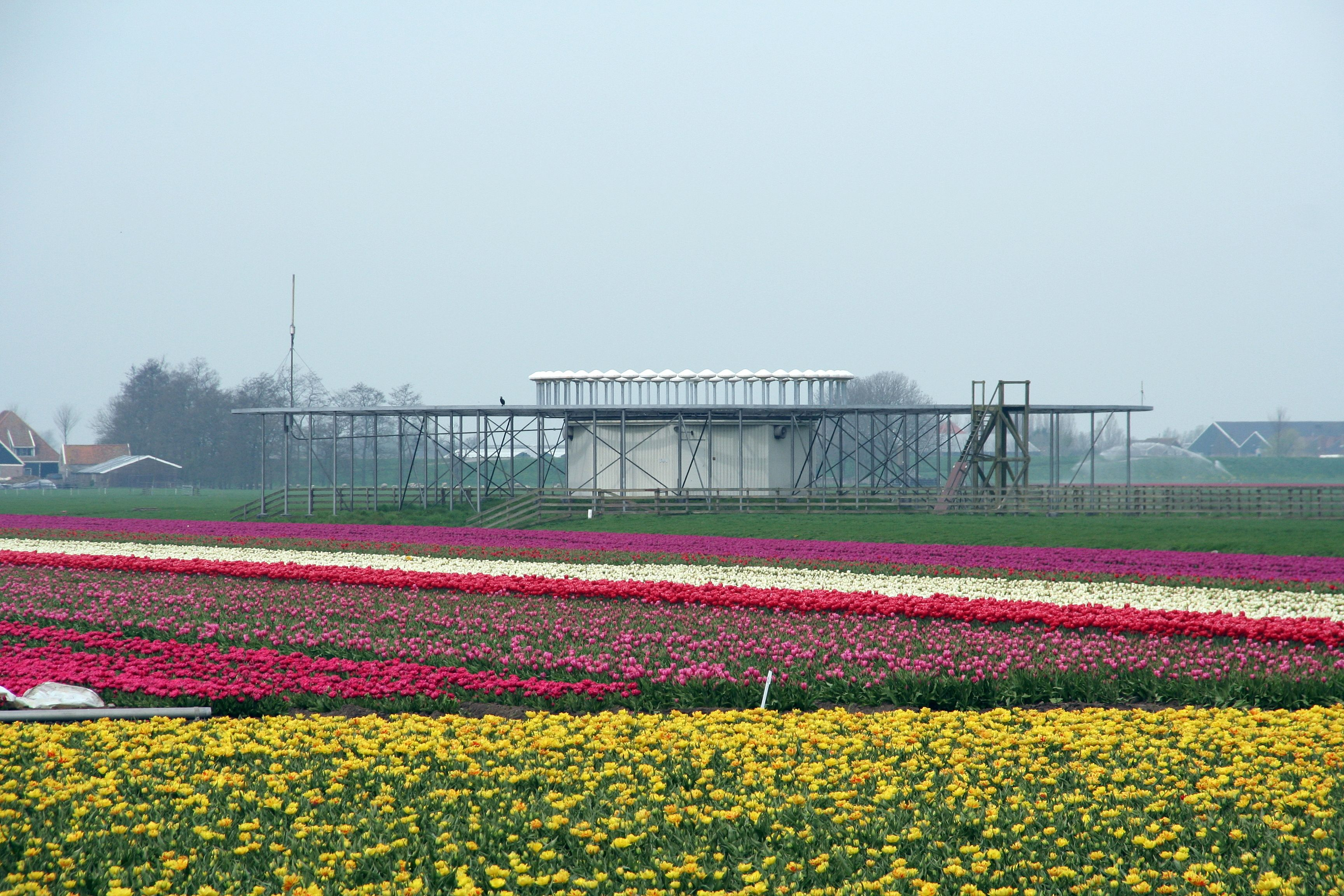
VOR-DME "SPY" (Spijkerboor)

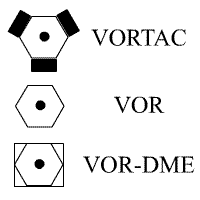
Symbolen voor VOR-bakens zoals weergegeven op een luchtvaartkaart

In Nederland is door de Luchtverkeersleiding Nederland besloten dat grotendeels afgestapt zal worden van het gebruik van De VOR-DME’s. Navigatie zal steeds meer gebeuren op basis van performance based navigation dus op basis van GPS. Twee hoofdredenen zijn dat routes veel makkelijker en sneller aangepast kunnen worden als men niet langer vast zit aan grondstations. Ook de onderhouds- en calibratiekosten spelen een rol. Om gebruikers die geen gebruik kunnen maken van GPS te kunnen blijven voorzien, maar ook voor training of bij uitval van GPS zullen enkele VOR’s in gebruik blijven. In 2021 maakte de LVNL bekend dat alle VOR-DME’s zullen verdwijnen op vier na, te weten die bij Schiphol, Rotterdam, Eelde en Maastricht.
In dit overzicht zijn VOR-DME's vermeld die in Nederland staan. Met 'Identificatie' wordt de drieletterige code bedoeld die door elk station automatisch in morse wordt uitgezonden.
| Naam        | Identificatie | Frequentie (MHz) | Coördinaten           | Bijzonderheden                                                   |
| ----------- | ------------- | ---------------- | --------------------- | ---------------------------------------------------------------- |
| Eelde       | EEL           | 112.400          | 53° 10′ NB, 6° 40′ OL | 4 NM ten noordoosten van Groningen Airport Eelde                 |
| Schiphol    | SPL           | 108.400          | 52° 20′ NB, 4° 45′ OL | Op Luchthaven Schiphol, tevens ATIS                              |
| Rotterdam   | RTM           | 110.400          | 51° 58′ NB, 4° 29′ OL | Bij Rotterdam The Hague Airport                                  |
| Maastricht  | MAS           | 108.600          | 50° 58′ NB, 5° 58′ OL | 8 NM noordoostelijk van Maastricht Aachen Airport, bij Schinveld |
| Den Helder  | HDR           | 115.550          | 52° 54′ NB, 4° 46′ OL | Bij Vliegveld de Kooy                                            |
| Rekken      | RKN           | 116.800          | 52° 8′ NB, 6° 46′ OL  | Bij Rekken                                                       |
| Pampus      | PAM           | 117.800          | 52° 20′ NB, 5° 6′ OL  | Staat niet op het eiland Pampus maar bij Muiden                  |
| Spijkerboor | SPY           | 113.300          | 52° 32′ NB, 4° 51′ OL | --                                                               |
| Amsterdam   | AMS           | 113.950          | 52° 20′ NB, 4° 42′ OL | --                                                               |

Eerder kende men ook de volgende stations:
| Naam      | Identificatie | Frequentie (MHz) | Coördinaten           | Bijzonderheden             |
| --------- | ------------- | ---------------- | --------------------- | -------------------------- |
| Haamstede | HSD           | 114.150          | 51° 43′ NB, 3° 51′ OL | Geen DME. Bij Scharendijke |

## VOR-DME-stations in België en het Groothertogdom Luxemburg[3]
| Naam       | Locatie en herkomst naam                                      | Identificatie | Frequentie (MHz) | Coördinaten           | Type         |
| ---------- | ------------------------------------------------------------- | ------------- | ---------------- | --------------------- | ------------ |
| Affligem   | Affligem                                                      | AFI           | 114.900          | 50° 54′ NB, 4° 8′ OL  | DVOR/DME     |
| Antwerpen  | Luchthaven Antwerpen                                          | ANT           | 113.500          | 51° 11′ NB, 4° 28′ OL | DVOR/DME     |
| Brussels   | Brussels Airport, nabij drempel baan 25L                      | BUB           | 114.600          | 50° 54′ NB, 4° 32′ OL | DVOR/DME     |
| BRUNO      | Nabij Morkhoven, een deelgemeente van Herentals               | BUN           | 110.600          | 51° 7′ NB, 4° 51′ OL  | DVOR/DME     |
| Chièvres   | Vliegbasis Chièvres                                           | CIV           | 113.200          | 50° 34′ NB, 3° 50′ OL | DVOR/TACAN   |
| COSTA      | Tussen Knokke en Cadzand                                      | COA           | 110.050          | 51° 21′ NB, 3° 21′ OL | DVOR/DME     |
| Diekirch   | Ten westen van Diekirch                                       | DIK           | 114.400          | 49° 52′ NB, 6° 8′ OL  | DVOR/DME/NDB |
| FLORA      | Tussen Geetbets en Nieuwerkerken                              | FLO           | 112.050          | 50° 53′ NB, 5° 8′ OL  | DVOR/DME     |
| GOSLY      | Brussels South Charleroi Airport in de deelgemeente Gosselies | GSY           | 115.700          | 50° 27′ NB, 4° 26′ OL | DVOR/DME     |
| Huldenberg | Ten oosten van Ottenburg, een deelgemeente van Huldenberg     | HUL           | 117.550          | 50° 45′ NB, 4° 39′ OL | DVOR/DME     |
| KOKSY      | Vliegbasis Koksijde                                           | KOK           | 114.500          | 51° 6′ NB, 2° 39′ OL  | VORTAC       |
| Liège      | Luchthaven Luik-Bierset                                       | LGE           | 115.450          | 50° 39′ NB, 5° 28′ OL | DVOR/DME     |
| OLNO       | Ten westen van Olne                                           | LNO           | 112.800          | 50° 35′ NB, 5° 43′ OL | DVOR/DME     |
| Luxembourg | Aéroport de Luxembourg                                        | LUX           | 112.250          | 49° 38′ NB, 6° 15′ OL | VOR/DME      |
| NICKY      | Ten oosten van Sint-Niklaas                                   | NIK           | 117.400          | 51° 10′ NB, 4° 11′ OL | DVOR/DME     |
| Sprimont   | Lincé, een plaats in de gemeente Sprimont                     | SPI           | 113.100          | 50° 31′ NB, 5° 37′ OL | DVOR/DME     |